# Клеопатра Алхімістка
Клеопатра Алхімістка — антична алхімікиня, авторка численних досліджень на цю тему.

## Біографія
Дати народження і смерті невідомі. Відомо, що Клеопатра жила в Александрії у 3-му або 4-му столітті. Її справжнє ім'я також невідоме, Клеопатра — це псевдонім. Інколи її плутають з Клеопатрою VII, тим більше в деяких пізніших джерелах, наприклад, Basillica Philosophica Йогана Даніеля Міля (1618), вона згадується як Клеопатра — королева Єгипту. Клеопатра Алхімістка, ймовірно, належала до школи Марії Єврейки.

## Внесок в алхімію
Клеопатра згадується у творах Зосими з Панополіса та Міхаеля Маєра. Вони називають її як одну з чотирьох жінок, які знали, як виготовити філософський камінь (інші три — Марія Єврейка, Медера і Тафнутія). Їй приписують винахід аламбіка, мідного перегінного куба особливої конструкції, що призначений для дистиляції спирту.
Три алхімічних тексти приписують Клеопатрі:
- Ἐκ τῶν Κλεοπάτρας περὶ μέτρων καὶ σταθμῶν. (Про ваги та міри)
- Χρυσοποιία Κλεοπάτρας (Виготовлення золота)
- Διάλογος φιλοσόφων καὶ Κλεοπάτρας (Діалог філософів і Клеопатри)

### Хризопея
Найвідомішим її рукописом є «Хризопея» (грец. Χρυσοποιία, перекладається як золото). Документ складається з одного аркуша. Виявлений в рукописі X—XI століття в бібліотеці святого Марка, Венеція. Пізніша копія знайдена в Лейденському університеті в Нідерландах.
«Хризопея» містить багато емблем, що використовувалися пізнішими гностичними і герметичними філософіями. Наприклад, у цій роботі вперше з'являється уроборос — змій, який ковтає свій хвіст, символ вічного циклу. У кільці уробороса розташовані символи золота, срібла і ртуті. Поруч з уроборосом креслення дибікоса та керотакіса — алхімічних пристроїв для отримання дистилятів. Також на рукописі зображено восьмикутні зірки з півміцяцем, що є символічним зображенням процесу перетворення свинцю в срібло.
| Ouroboros |
| Уроборос  |

| Second image |
|              |

| Inscription ring with dibikos and kerotakis. |
| Дибікос та керотакіс                         |

| Fourth image                  |
| Восьмикутні зорі з півмісяцем |